# Çufut Qale
Çufut Qale ([tʃʊˈfʊt qaˈlæ], ukrainisch und russisch Чуфут-Кале Tschufut-Kale, krimtatarisch Çufut Qale, karaimisch Къале קלעה) ist eine mittelalterliche Festungsstadt auf der ukrainischen Halbinsel Krim. Sie liegt etwa 2,5 km östlich der Stadt Bachtschyssaraj im gleichnamigen Rajon Bachtschyssaraj. Der Name Çufut Qale kommt aus dem Krimtatarischen und bedeutet so viel wie „Judenfestung“ (çufut ‚Jude‘, qale ‚Festung‘).

## Geschichte
Die Stadt entstand vermutlich im 5. oder 6. Jahrhundert als befestigte Siedlung in der Peripherie des Byzantinischen Reiches. Möglicherweise ist der Ort identisch mit der Stadt Phoullai (Φουλλαι), die in verschiedenen Quellen genannt wird, bislang aber nicht eindeutig lokalisiert ist. Die Bevölkerung der Stadt dürfte damals überwiegend alanisch gewesen sein.
In der Zeit der Herrschaft der Kyptschaken über die Krim gelangte die Stadt in deren Gewalt und erhielt den Namen Kyrk-Er, was ‚Vierzig Orte‘ bedeutet.
1299 wurde Kyrk-Er durch Truppen der Goldenen Horde unter der Führung von Emir Nogai erstürmt und geplündert. Im 13. und 14. Jahrhundert war die Stadt das Zentrum eines kleinen Fürstentums, das sich in Abhängigkeit von der Goldenen Horde befand. Ab dem 14. Jahrhundert siedelten sich in der Stadt Karäer an. Zur Zeit der Entstehung des Khanats Krim dürften sie bereits die Mehrheit der örtlichen Bevölkerung ausgemacht haben.

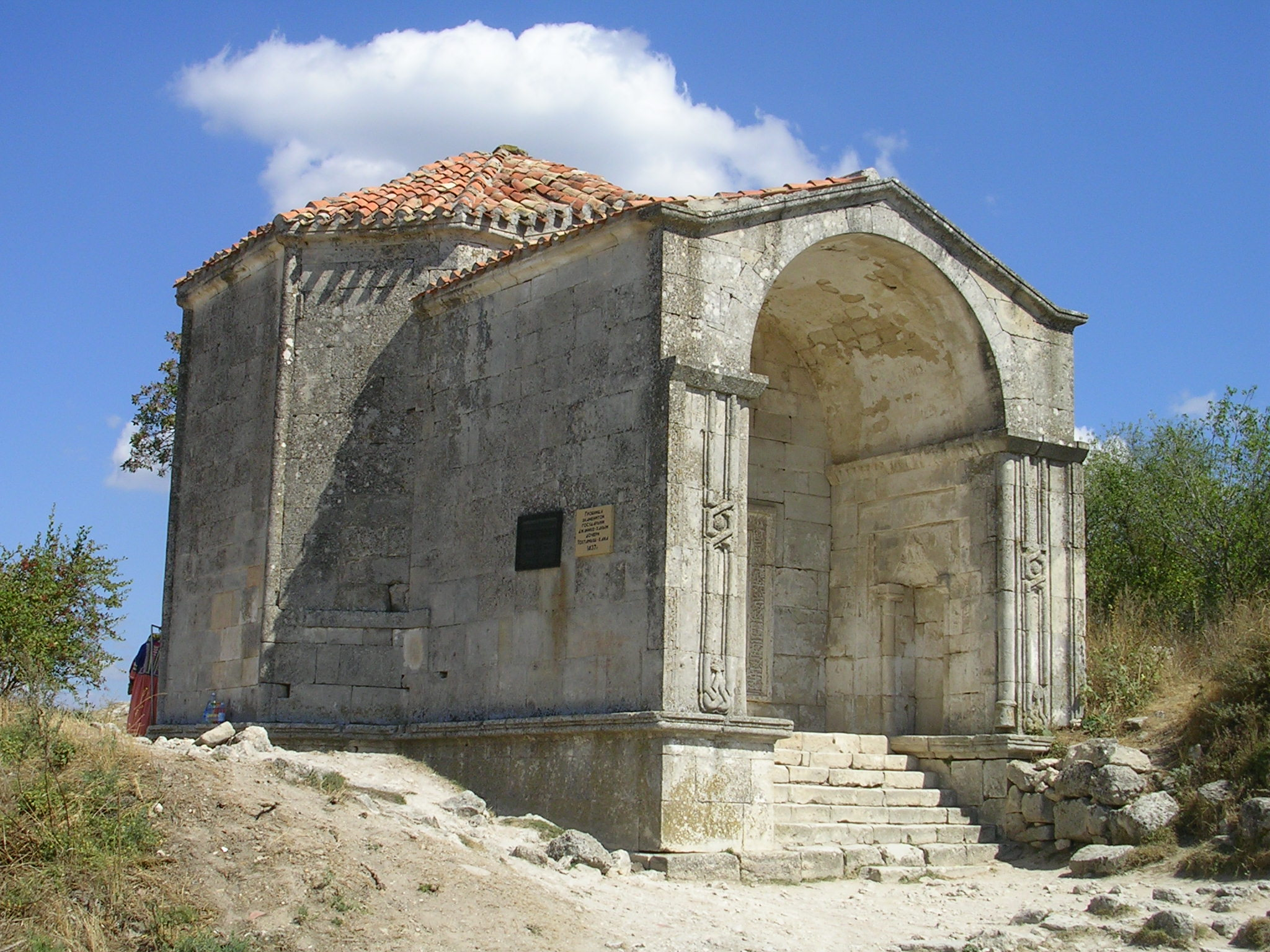
Mausoleum der Khanstochter

Im 15. Jahrhundert wurde Kyrk-Er Residenz des ersten Khans der unabhängigen Krim, Haci I. Giray. Unter Khan Meñli I. Giray wurde die Hauptstadt allerdings in das neu gegründete Bachtschyssaraj verlegt. Die alte Festung wurde als Gefängnis für hochgestellte Kriegsgefangene genutzt. Außerdem wurde an dem Ort eine Münzerei eingerichtet. In dieser Zeit erhielt die Festung ihren heutigen Namen Çufut Qale ‚Judenfestung‘, da ihre karäischen Bewohner einer spezifischen Form des Judentums angehörten. Die Karäer selbst nennen den Ort Dschuft Kale (karaimisch für ‚Doppelfestung‘) oder schlicht Kale ‚Festung‘.
Nachdem die Krim Teil des Russischen Reiches geworden war, begann die karäische Bevölkerung, die Festungsstadt zu verlassen und sich in anderen Ortschaften auf der Krim anzusiedeln. Gegen Ende des 19. Jahrhunderts war Tschufut-Kale schließlich gänzlich entvölkert.

## Heutiger Zustand

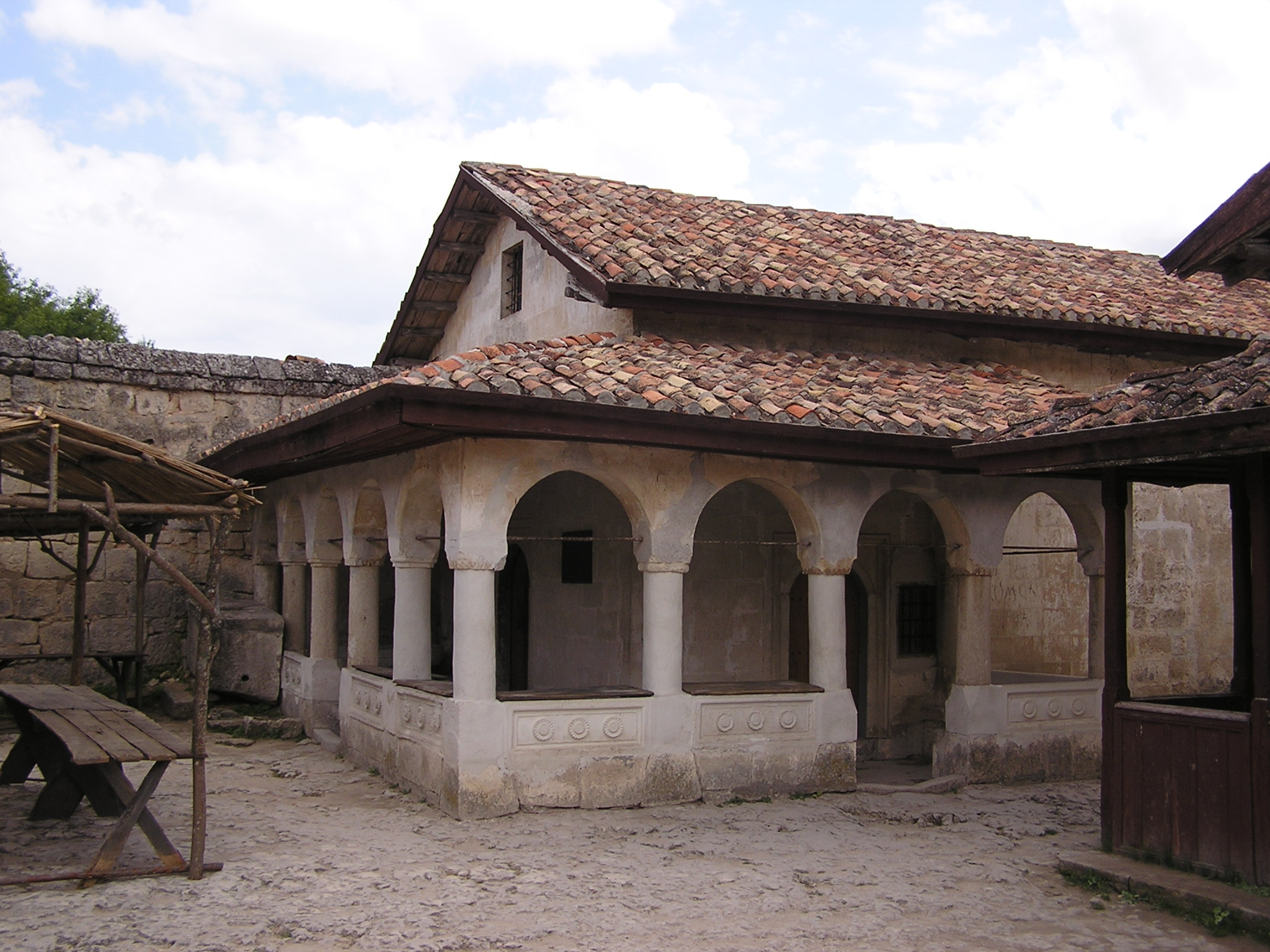
Eine der beiden Kenessen

Heute besteht Tschufut Kale überwiegend aus Ruinen. Im westlichen, ältesten Teil der ehemaligen Festungsstadt sind in den Fels gehauene Wirtschaftsräume erhalten sowie die Ruinen einer Moschee und eines Mausoleums, das 1437 für die Tochter von Khan Toktamisch, Dschanyke-Chanym, errichtet worden war. Außerdem gut erhalten sind zwei karäische Synagogen (sogenannte „Kenessen“) und zwei Gebäude eines Landguts. Die Kenessen werden momentan von der karäischen Gemeinde restauriert. In dem Landgut wurde eine Ausstellung eingerichtet, die über die Kultur der Karäer informiert. Im östlichen Teil der Stadt befanden sich die nicht erhaltene Münzerei des Krimkhanats und eine Vielzahl von Wohnhäusern.